# Álvaro del Portillo
Álvaro del Portillo, fullständigt namn Álvaro del Portillo y Diez de Sollano, född 11 mars 1914 i Madrid, död 23 mars 1994 i Rom, var en spansk biskop. Han var prelat av Opus Dei från 1982 till 1994. Álvaro del Portillo saligförklarades den 27 september 2014 efter det att påve Franciskus godkänt ett mirakel som skett på Portillos förbön.

### Webbkällor
- ”Bishop Bl. Alvaro del Portillo y Diez de Sollano” (på engelska). Catholic Hierarchy. Arkiverad från originalet den 29 maj 2018. https://archive.today/20180529213558/http://www.catholic-hierarchy.org/bishop/bdpds.html. Läst 29 maj 2018.